# Ante Miše
Ante Mise (en croate : Ante Miše) est un footballeur international croate reconverti entraîneur, né le 14 juin 1967 à Vukovar. Il évoluait au poste de milieu défensif. Il est l'actuel entraîneur d'Al-Salmiya SC.

## Palmarès
- 7 sélections et 0 but avec l'équipe de Croatie entre 1992 et 1994.
- Champion de Croatie en 1992, 1994, 2001 et 2004.
- Vainqueur de la Coupe de Croatie en 1993, 2000 et 2003.
- Vainqueur de la Supercoupe de Croatie en 1992.
- Vainqueur de la Coupe de Yougoslavie en 1987 et 1991.